# Eine Nacht (Garschin)

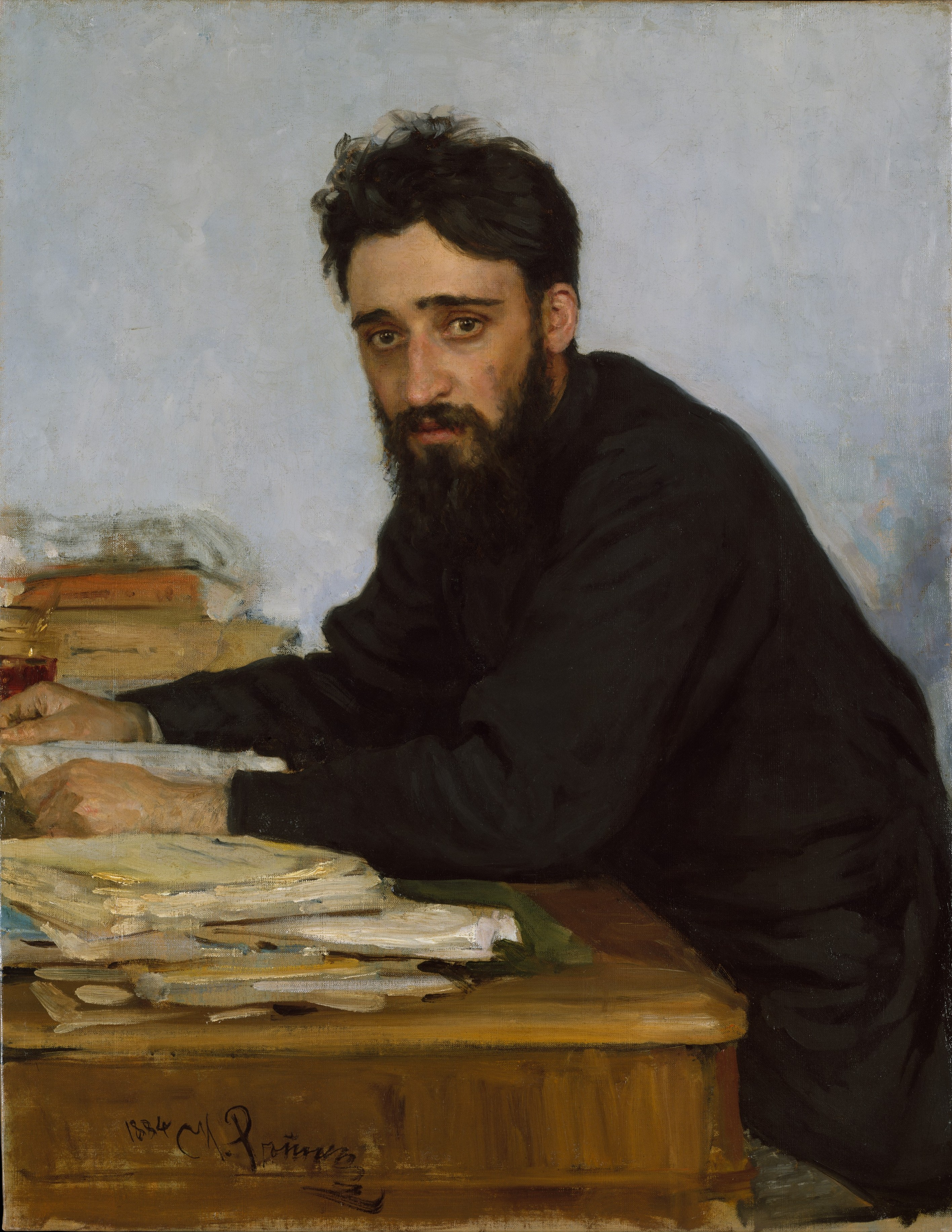
Ilja Repin 1884: Wsewolod Garschin

Eine Nacht, auch Die Nacht (russisch Ночь, Notsch), ist eine Kurzgeschichte des russischen Schriftstellers Wsewolod Garschin, die 1880 im Juniheft der Otetschestwennye Sapiski in Sankt Petersburg erschien.
Der Erzähler möchte den mehr oder weniger verdorbenen erwachsenen Leser mit einer als unumstößlich geltenden Tatsache beruhigen: Als Kind sei jeder gut gewesen, ist seine Botschaft.

## Inhalt
Alexej Petrowitsch erschießt sich an einem 28. November der 1870er Jahre mit einem Armeerevolver der Marke Smith & Wesson in seiner Petersburger Wohnung. Als sein Leichnam aufgefunden wird, erscheint der Gesichtsausdruck des Toten friedlich und glücklich. Der Erzähler plausibilisiert diese im Sterben gleichsam eingefrorene letzte Geste:
Alexej legt vor der Tat den Revolver noch einmal aus der Hand und richtet seinen Abschiedsbrief an die Adresse jener Menschen, von denen er annahm, er habe sie geliebt. Keiner dieser Leute könne ihn zum Weiterleben ermutigen, weil alle selbst mutlos geworden seien. Jedenfalls habe er das Interesse an solchen „Fratzen schneidende[n] Affen“ verloren. Alexej selbst hat sich zwar nichts vorzuwerfen, doch er verachtet sich genauso sehr wie er jene „Affen“ gering schätzt. Als Erwachsener hat er das Weinen längst verlernt. Wann hat er es verlernt? Alexej muss sich bis ins Kindesalter zurückerinnern. Als Sechsjähriger konnte er noch über begangenes Unrecht weinen. Wie war das gewesen? Ein Wehrloser war damals verprügelt worden. Gut war das Leben im Kindesalter bis zum zwölften Lebensjahr gewesen. Dann war er aufs Gymnasium geschickt worden.
Ein Satz aus hinuntergesunkenen Zeiten richtet Alexej auf: „… es sei denn, daß ihr euch umkehrt und werdet wie die Kinder…“ (Matthäus 18,3 ). Als Alexej die Waffe gegen sich selbst richtet, versteht er den ihm gutbekannten Satz so: „Man muß sich verleugnen, muß sein Ich töten, es am Wege liegenlassen.“

## Rezeption
Nach Turgenew entlässt Garschin einen ratlosen Leser. Ursache sei das unklare Ende des Textes.

## Deutschsprachige Ausgaben
Verwendete Ausgabe:
- Eine Nacht. S. 169–192 in Wsewolod M. Garschin: Die Erzählungen. Übertragen und mit Nachwort von Valerian Tornius. 464 Seiten. Dieterich’sche Verlagsbuchhandlung, Leipzig 1956 (Sammlung Dieterich, Bd. 177)